# Trisák tarokk
E kártyajáték játék a századfordulón a monarchiás időkben nagy közkedveltségnek örvendett, tanulható, szórakoztató, megnyerő játék.

## Alapismeretek
Négy játékos játszhatja 54 lapos tarokk kártyával. A trisákolás kifejezés ütéskerülő játék elemekre utal, azaz bizonyos vállalásokban az a jó, ha minél kevesebbet üt a játékos.
A szükséges csomag lapjai: 22 tarokklap római számokkal számozva I-től XXI-ig, illetve a legrangosabb a huszonkettedik tarokklap a bohócot ábrázoló, számozatlan „skíz” (az I-es tarokk neve „pagát”, a II-esé „sas”). A pagátot, a XXI-est és a skízt honőröknek nevezik. A tarokkok az állandó adu szerepét töltik be, azaz magasabb ütőerőt képviselnek, mint a színes lapok (még az ütéskerülő játékokban is). A csomag további lapjai 32 darab színes lap, négy színosztályba sorolva, minden színhez 8 lap tartozik. A négy szín: kőr, káró, treff, pikk. Az egyes színeken belül a következő lapok vannak (csökkenő rangsorrendben): mind a négy színben király, dáma, lovag, bubi; illetve kőr és káró színekben 1 (ász), 2, 3, 4; továbbá, treff és pikk színekben 10, 9, 8, 7.
Megjegyzés: A „piros” és a „fekete” színek eltérő lapjai és fordított sorrendje azzal magyarázható, hogy a tarokk kártya eredendően a 22 tarokklapon kívül még 56 színes lapból áll (összesen 78 lap, még manapság is lehet ilyet kapni, például a Piatnik Tarot de luxe/No. 1948/ kártyája), ahol is két színben fordított sorrend honosodott meg a számos lapok tekintetében. A praktikus okokból végbenő lapcsökkenési folyamat révén pedig elmaradtak a paklikból (minden színből) a legkisebb ütőerejű lapok, és így alakult ki ez az 54 lapos pakli.
A lapok pontértéke: királyok: 4; dámák: 3; lovagok: 2; bubik: 1; skíz: 4; XXI: 4; pagát (I): 4. A többi lapnak nincs pontértéke.
Az eredmény elszámolásánál minden ütés is 1-1 pontot ér tulajdonosának (összesen 12 ütés van).
Azaz az összes pontszám (4*4+4*3+4*2+4*1+3*4+12=) 64 pont, tehát ennek megfelelően legalább 33 pont kell az alapjáték megnyeréséhez.
A játék célja minél magasabb licitfokozatot vállalni, teljesíteni, illetve az ellenfél vállalásait buktatni. A játékot pénzre szokták játszani, a játékosok minden játszma végén kiegyenlítik tartozásaikat - a vesztes(ek) fizetnek a győztes(ek)nek, a teljesített illetve elbukott vállalásokhoz rendelt pénzegységekből kiszámítható összeget (lásd lejjebb).
A játék iránya az óra járásával ellentétes, azaz az osztás, licitálás és lejátszás balról jobbra történik. Az osztó jobb oldali szomszédja kap először lapot, illetve ő kezdi a licitálást és a lejátszást. Ez alól bizonyos értelemben kivétel a betli és a terített betli, mert ezek lejátszását a felvevő kezdi.

## Osztás
Az osztó a csomag felső 6 lapját színével lefelé az asztal közepére helyezi, ez lesz a „skart”. Majd hatosával jobb felé kiosztja az összes lapot (utoljára saját magának). Így tehát minden játékos 12-12 lapot kap, melyeket a kezükbe vesznek.

## Licitálás
A licitálást az osztó jobb oldali szomszédja kezdi. Minden játékos különböző vállalásokat tehet, illetve passzolhat. De aki egyszer már passzolt, többet nem szólhat bele az aktuális licitálásba. Aki viszont nem passzol, csak az előzőnél rangosabb vállalást tehet. A lehetséges tíz féle licitfokozat, növekvő rangsorrendben a következő (mint látható, két olyan licitfokozat közül, melyeknek azonos az egységértéke, az a rangosabb, amelyik csak egy elemből áll):
| Licitfokozat              | Érték pénzegységben   |
| ------------------------- | --------------------- |
| 1. trisákolás             | 3 (kivételt lásd ott) |
| 2. játék                  | 4                     |
| 3. ultimóhívás            | 6                     |
| 4. betli                  | 8                     |
| 5. játék és ultimó        | (4+6=) 10             |
| 6. hármas játék           | 10                    |
| 7. hármas játék és ultimó | (10+6=) 16            |
| 8. terített betli         | 16                    |
| 9. szólóhármas            | 20                    |
| 10. szólóhármas és ultimó | (20+6=) 26            |

### Trisákolás
Ez egy ütéskerülő játékfigura, az a jó, ha valaki minél kevesebbet üt. Itt csak a hazavitt ütések száma számít, a skartból nem cserélnek, és az természetesen nem számít egyik játékos ütésébe sem.
Trisákolásra három esetben kerülhet sor:
1. Ha az első 4 nyilatkozat passz (mindenki passzol), akkor felvevő nincs, illetve miután a játékosok a lejátszás révén megosztoztak a 12 ütésen, mindenki annyi pénzegységet fizet mind a három játékostársának, ahány ütést csinált. Például, ha „A” játékos 1; „B” játékos 2; „C” játékos 4, „D” játékos 5 ütést csinált, akkor „A” játékos fizet mindhárom társának 1 pénzegységet; „B” fizet mindhárom társának 2 pénzegységet; „C” fizet mindhárom társának 4 pénzegységet; és „D” fizet mindhárom társának 5 pénzegységet. A folyamatot és a játékosok által kapott összegeket a táblázat szemlélteti.
|      | A  | B  | C   | D   |
| ---- | -- | -- | --- | --- |
| Ad   | -3 | -6 | -12 | -15 |
| Kap  | +2 | +1 | +1  | +1  |
| Kap  | +4 | +4 | +2  | +2  |
| Kap  | +5 | +5 | +5  | +4  |
| Össz | +8 | +4 | -4  | -8  |

2. Ha az első passztól különböző licitálás „trisákolás”, és azt követően már csak passz hangzik el, akkor a trisákolást bemondó a felvevő. A felvevő abban az esetben győz, ha kevesebbet üt, mint bármelyik játékostársa (ha valakivel egyenlő az ütésszáma, akkor veszít). Természetesen ez csak úgy lehetséges, ha legfeljebb 2 üt. A felvevő győzelme esetén 3-3 pénzegységet kap mindhárom társától (összesen tehát 9-et), ha viszont veszít, minden társának 3-3 pénzegységet fizet.
3. Ha az első passztól különböző licitálás „trisákolás”, és azt követő, passztól különböző licitálás „segítek”, akkor a licitálásnak vége, a trisákolást bemondó és az őt „segítő” társa szövetséget alkotnak (ők a felvevőpáros). A másik két játékos úgyszintén (ők az ellenpáros). A két páros egymás ellen küzd. A felvevőpáros akkor győz, ha összesített ütéseik száma kevesebb, mint az ellenpárosé, ilyenkor mindketten 3-3 pénzegységet kapnak az ellenpáros tagjaitól (egyik az egyiktől, másik a másiktól). Egyébként a felvevők veszítenek (akkor is, ha ugyanannyit ütnek, mint az ellenpáros), ez esetben ők fizetnek 3-3 pénzegységet az ellenpáros tagjainak (egyik az egyiknek, másik a másiknak).

### Játék (4 egység)
Ha a licitálás végén az utolsó passztól különböző licitálás „játék” volt, akkor bemondója a felvevő, aki a skart felső 4 lapját kicserélheti (a kezében lévő, általa választott lapokkal), de nem tehet le négypontos lapokat. Ezt követően a felvevő (szövetségesének) partnerének meghatározására kerül sor. A felvevő megnevezi a kezében nem lévő tarokklapok közül a legnagyobbat, a skíz, XXI, XX kivételével (ezeket nem választhatja), például „Hívom a XVIII-as tarokkot!”. Az a játékos lesz a partnere, akinél a megnevezett lap van, bár ezt megmondani nem szabad (csak akkor derül ki biztosan, amikor az illető lap kijátszásra kerül).
Most a felvevőt követő két játékos is cserél 1-1 lapot a skartból, de 4 pontos lapokat nem tehetnek le. Illetve azt a tarokkot, amit a felvevő „hívott”, nem lehet, letenni (tehát ebben a játékformában mindig két pár küzd egymás ellen).
A skart hat lapja lejátszás után az ellenpár ütéseihez számít.
A felvevőpáros akkor nyeri meg a játékot, ha a hazavitt ütéseikben lévő lapok pontértékeinek és az ütéseik után járó 1-1 pont összege nagyobb lesz, mint az ellenpárt hazavitt ütéseiben és a skartban lévő lapok pontértékeinek illetve az ütéseik után járó 1-1 pont összege (lásd az „Alapismeretek” részben). Pontegyenlőség esetén is az ellenpárt győz.
A győztes páros 4-4 pénzegységet fizet a vesztes páros tagjainak (egyik az egyiknek, másik a másiknak).

### Ultimóhívás (6 egység)
Ultimóhívást csak a pagát (I-es tarokk), a sas (II-es tarokk) vagy a valamelyik király birtokában lehet mondani.
Ha a licitálás végén az utolsó passztól különböző licitálás „ultimóhívás” volt, akkor bemondója a felvevő, aki a skart megtekintése előtt megnevezi a kezében nem lévő tarokklapok közül a legnagyobbat, a skíz, XXI, XX kivételével (ezeket nem választhatja). Az a játékos lesz a partnere, akinél a megnevezett lap van, bár ezt megmondani nem szabad (csak akkor derül ki biztosan, amikor az illető lap kijátszásra kerül). Ezt követően a felvevő megnézheti a skart felső illetve alsó 3 lapját is, kiválaszthatja a számára kedvezőbb hármat, és azok közül cserélhet, de nem tehet le négypontos lapokat. Előfordulhat olyan eset is, amikor a felvevő által „hívott” lap a skartban volt, ez esetben a felvevő egyedül játszik a másik három játékos ellen (ellenpárt).
A többi játékos most nem cserélhet a skartból, illetve a skart ebben a játékfajtában nem számít senki ütéseihez sem.
A felvevő (partnerével vagy egyedül) akkor nyeri meg az ultimóhívást, ha ő (vagy partnere) viszi haza az utolsó ütést a következő lapok valamelyikével: pagát (I), sas (II), vagy valamelyik király. A felvevőpáros akkor is veszít, ha egyikőjük pagátját (ugyanúgy sas és a királyok esetén) a partnere üti felül III-as vagy annál magasabb tarokkal!
A győztes páros 6-6 pénzegységet fizet a vesztes páros tagjainak (egyik az egyiknek, másik a másiknak). Ha viszont a felvevő egyedül játszott, mindhárom ellenfelétől kap, illetve bukása esetén mindegyiknek ad 6-6 egységet.

### Betli (8 egység)
A betli is ütéskerülő játék, mint a trisákolás.
Ha a licitálás végén az utolsó passztól különböző licitálás „betli” volt, akkor bemondója a felvevő, aki ilyenkor egyedül játszi a többiek ellen (tehát hívás nincs).
A skartból senki sem cserélhet (sőt meg sem nézheti), illetve a lejátszás végén nem számít senki ütéseihez sem.
A felvevő akkor győz, ha egyet sem üt.
A felvevő mindhárom ellenfelétől kap, illetve bukása esetén mindegyiknek ad 8-8 pénzegységet.
Különbség a többi játékfigurához képest, hogy ennek a lejátszását a felvevő kezdi!

### Játék és ultimó (4+6=10 egység)
Ez a fokozat a „játék” és az „ultimóhívás” összevonását (egyszerre vállalását) jelenti, és bemondója lesz a felvevő. Ennek megfelelően a partnerhívás és a skarttolás úgy történik, mint az ultimóhívásban (tehát előfordulhat, hogy a felvevő egyedül játszik) annyi kiegészítéssel, hogy a skart lapjai az ellenpárt ütéseihez számítanak, mint a „játék” esetén (viszont itt is csak a felvevő cserélhet).
A fizetés is úgy történik, mint az ultimóhívásban, természetesen 10 egységgel, illetve mivel itt lehetséges, hogy a két játékfigura közül egyiket megnyeri a felvevő, a másikat elveszíti, ezért ilyenkor 6-4=2 egység jár.

### Hármasjáték (10 egység)
Az a fokozat lényegében azonos a „játékkal”, a következő különbségekkel:
A felvevő egyedül játszik a többiek ellen (tehát hívás nincs).
A skartcsere úgy történik, mint az „ultimóhívásban” (a felvevőn kívül más nem cserélhet itt sem), viszont a skart az ellenpárt ütéseihez számít.
Itt a felvevő el is utasíthatja a cserét, de ilyenkor a talont színével felfelé (láthatóan) kell az asztalon hagyni.
A felvevő, mindhárom ellenfelétől kap, illetve bukása esetén mindegyiknek ad 10-10 pénzegységet.

### Hármasjáték és Ultimó (10+6=16 egység)
Ez a fokozat a „hármasjáték” és az „ultimóhívás” összevonását (egyszerre vállalását) jelenti, és bemondója lesz a felvevő. Ennek megfelelően a felvevő egyedül játszik a többiek ellen, és minden a hármasjátéknál leírtaknak megfelelően történik.
A díj 16 egységgel, illetve mivel itt is lehetséges, hogy a két játékfigura közül egyiket megnyeri a felvevő, másikat elveszíti, ezért ilyenkor 10-6=4 egység jár.

### Terített betli (16 egység)
Mindenben megegyezik a „betlivel” (bemondója a felvevő). Különbség csak a lejátszás módjában van, ugyanis a felvevő első kihívása után az ellenpárt mindhárom játékosa kiteríti a lapjait az asztalra, és a lejátszás így folytatódik.
A felvevő mindhárom ellenfelétől kap, illetve bukása esetén mindegyiknek ad 16-16 pénzegységet.

### Szólóhármas (20 egység)
Ugyanaz, mint a „hármasjáték”, bemondója a felvevő, csak itt ő sem cserélhet a skartból, amit a lejátszás végéig megnézni sem lehet (a skart itt is az ellentábor ütéseihez számít).
A felvevő mindhárom ellenfelétől kap, illetve bukása esetén mindegyiknek ad 20-20 pénzegységet.

### Szólóhármas és ultimó (20+6=26 egység)
Ez a fokozat a „szólóhármas” és az „ultimóhívás” összevonását (egyszerre vállalását) jelenti, és bemondója lesz a felvevő. Tehát senki sem cserél a skartból (a lejátszás végéig megnézni sem lehet, és az ellenpárt ütéseihez számít). Minden egyébben megegyezik a „hármasjáték és ultimó”-val.
A fizetés 26 egységgel történik, illetve mivel itt is lehetséges, hogy a két játékfigura közül egyiket megnyeri, másikat elveszíti a felvevő, ezért ilyen esetben 20-6=14 egység jár.
A licitálásnak akkor van vége, amikor az utolsó passztól különböző nyilatkozatot követően a többi, még játékban lévő játékos passzol. A felvevő pedig az a játékos, aki az utolsó passztól különböző (nyilván a legmagasabb) vállalást tette.

## Kontrák
A licitálás után, de még a lejátszás előtt az ellenpárt bármelyik játékosa (csak az egyik, de az ő kontrája mindenkit kötelez) kontrázhatja a felvevő vállalását, ez esetben a licitfokozatok után járó egységeket duplán kell számítani az elszámolásban. Továbbá a felvevőnek jogában áll bemondott kontrára rekontrával válaszolni, ez esetben pedig már négyszerezett egységekkel történik az elszámolás.

## Lejátszás
Az első hívás joga betlinél és terített betlinél a felvevőé, minden más esetben az osztó jobb oldali szomszédjáé (aki először kapott lapot). Ezután mindig az hív ki, aki az előző ütést hazavitte. Színre mindig színt kell adni, illetve tarokkra tarokkot. Továbbá úgynevezett adukényszer van, azaz ha egy bizonyos színből nincsen, akkor kötelező tarokkal ütni, ha az van. Ha az sincs, akkor bármilyen lap adható. A felülütés betliben és terített betliben kötelező (azaz, ha van olyan lap, ami erősebb, mint az ütésben lévő addigi lapok bármelyike, akkor kötelező azt az ütésbe tenni), de más licitfokozat esetén felülütési kényszer nincs!!! Az ütéseket minden játékos saját maga gyűjti, az utolsó ütést bárki megnézheti, de a többit a lejátszás végéig senki (tulajdonosa sem).

## Elszámolás
A lejátszás végeztével meg kell állapítani, hogy a felvevő (egyedül vagy a társával) teljesítette-e a vállalását, majd a vesztes(ek) mindjárt kiegyenlítik a tartozást. A vállalás teljesítésének feltételeit és a fizetés módját lásd a licitfokozatok leírásánál. Kontra illetve rekontra esetén kétszerezett illetve négyszerezett egységekkel történik az elszámolás.